# サバーロ (潜水艦)
サバーロ (USS Sabalo, SS-302) は、アメリカ海軍の潜水艦。バラオ級潜水艦の一隻。艦名はスペイン語でイセゴイ科のターポン2種を指す。その名を持つ艦としては2隻目。

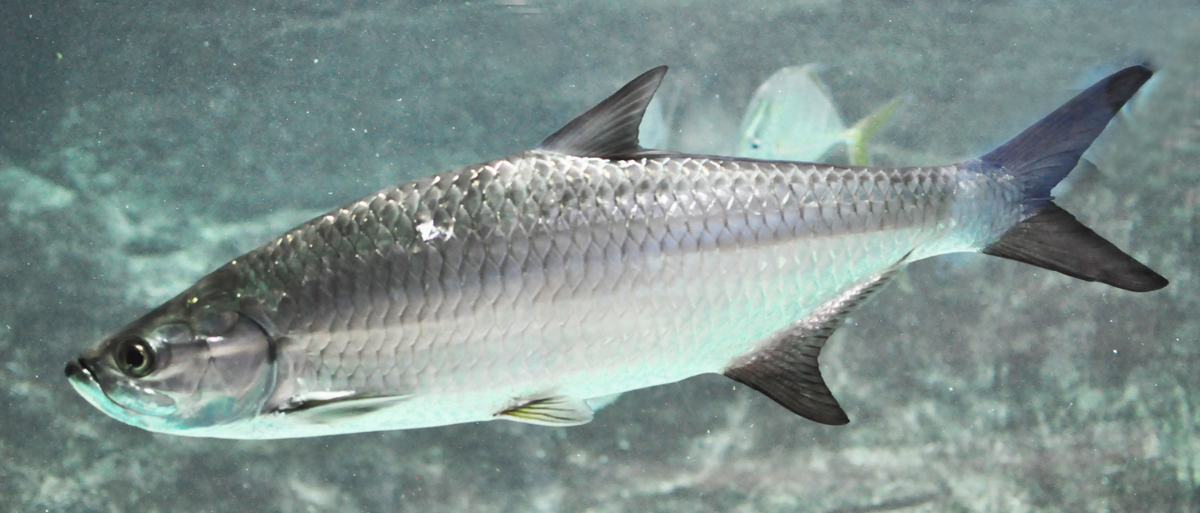
ターポン（ Sabalo real）

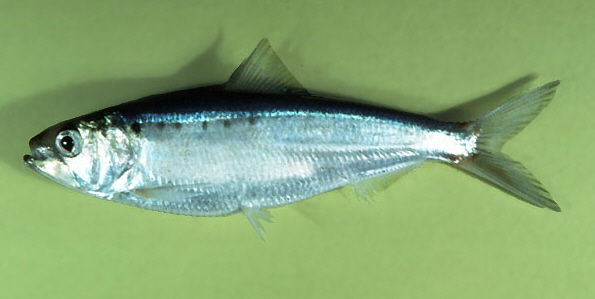
アメリカン・シャッド（Sabalo americano）

## 艦歴
サバーロは1943年6月5日にペンシルベニア州フィラデルフィアのクランプ造船所で起工する。1944年6月4日にチャールズ・M・オマーン夫人によって命名、進水し、1945年6月19日にフィラデルフィア海軍工廠で艦長ジェームズ・G・アンドリュース少佐の指揮下就役した。
デラウェア川での公試後、サバーロは整調および訓練のためコネチカット州ニューロンドンの海軍潜水艦基地へ向かう。サバーロは1946年に不活性化の準備に入るまでニューロンドンを拠点として活動した。8月7日にニューハンプシャー州ポーツマスで退役、大西洋予備役艦隊で保管され、1951年6月1日にニューロンドンで再就役した。
1951年8月、サバーロは新たな母港の真珠湾に向けてニューロンドンを出港した。真珠湾には9月に到着し、1952年2月までハワイ水域での作戦活動に従事した。その後2月18日から9月28日まで真珠湾海軍工廠でフリート・シュノーケル改修が行われた。この改修は多くの第二次世界大戦「艦隊型」潜水艦が受けた GUPPY 改修よりも限定的な改修であった。サバーロは新型のセイルが取り付けられたが、船体形状はオリジナルのままであった。
改修後サバーロは、太平洋西部へ展開し、沿岸での作戦活動と模擬哨戒を交互に行った。最初の展開は1952年12月26日から1953年6月26日まで行われ、2回目は1954年11月中旬から1955年5月10日まで行われた。3回目は1955年9月17日から11月4日まで行われ、アラスカ沖からアリューシャン列島東部まで巡航を行った。
1966年9月、サバーロの母港はサンディエゴに変更された。西海岸での訓練任務では対潜水艦戦訓練および回復訓練に従事した。サバーロは第1艦隊の1ユニットとして任務に従事し、1971年7月1日に退役した。同日除籍され、その後1973年2月に SubSinkEx 計画「サーバー Thurber」においてサンディエゴ沖で標的艦として海没処分された。